# LV edició dels Premis Ariel
La LV edició dels Premis Ariel, organitzada per l'Acadèmia Mexicana d'Arts i Ciències Cinematogràfiques (AMACC), es va celebrar el 28 de maig de 2013 al Palau de Belles Arts de la Ciutat de Mèxic. Durant la cerimònia, presentada pel nou director de l’AMACC Carlos Carrera va lliurar el premi Ariel a 26 categories en honor de les pel·lícules estrenades el 2012. Les nominacions es van fer públiques el 10 d'abril i les dues pel·lícules amb més nominacions eren La vida precoz y breve de Sabina Rivas (11) i El premio (10). Finalment, La vida precoz y breve de Sabina Rivas va rebre quatre premis i El premio tres (millor pel·lícula, guió i opera prima). El fantástico mundo de Juan Orol en va guanyar tres més i Blancaneu de Pablo Berger va guanyar el premi a la millor pel·lícula iberoamericana.

## Premis i nominacions
Nota: Els guanyadors estan llistats primer i destacats en negreta. ⭐
| Millor pel·lícula - El premio – Kung Works ⭐ - La demora – Lulú Producciones - Los últimos cristeros – Luc, la película | Millor direcció - Rodrigo Plá – La demora ⭐ - Luis Mandoki – La vida precoz y breve de Sabina Rivas - Paula Markovitch – El premio - Matías Meyer – Los últimos cristeros |
| Millor actor - Roberto Sosa – El fantástico mundo de Juan Orol com Juan Orol ⭐ - Francisco Cruz – Entre la noche y el día com Francisco Cruz - Hernán Mendoza – Después de Lucía com Roberto - Carlos Vallarino – La demora com Agustín                                                                                        | Millor actriu - Úrsula Pruneda – El sueño de Lú com Lucía ⭐ - Roxana Blanco – La demora com María - Paula Galinelli Hertzog – El premio com Cecilia "Ceci" Edelstein - Tessa Ia – Después de Lucía com Alejandra - Greisy Mena – La vida precoz y breve de Sabina Rivas com Sabina Rivas                  |
| Millor coactuació masculina - Daniel Giménez Cacho – Colosio, el asesinato com José María Córdoba Montoya ⭐ - Dagoberto Gama – Colosio, el asesinato com Comandante Benítez - Luis Rodríguez – Los mejores temas com Emilio - Gerardo Trejoluna – El sueño de Lú com Malik                                                     | Millor coactuació femenina - Angelina Peláez – La vida precoz y breve de Sabina Rivas com Doña Lita ⭐ - Sharon Herrera – El premio com Silvia - Mari Carmen Farías – El sueño de Lú com Laura |
| Millor argument original - El premio – Paula Markovitch ⭐ - Después de Lucía – Michel Franco - Todo el Mundo Tiene a Alguien Menos Yo – Raúl Fuentes | Millor guió adaptat - La demora – Laura Santullo de la novel·la La Espera de Laura Santullo ⭐ - La vida precoz y breve de Sabina Rivas – Diana Cardozo de La Mara de Rafael Ramírez Heredia - Los últimos cristeros – Israel Cárdenas i Matías Meyer de Rescoldo: Los últimos cristeros d’Antonio Estrada |
| Millor fotografia - El fantástico mundo de Juan Orol – Carlos Hidalgo ⭐ - El premio – Wojciech Staron - La demora – María José Secco - La vida precoz y breve de Sabina Rivas – Damián García - Todo el Mundo Tiene a Alguien Menos Yo – Jerónimo Rodríguez                                                                    | Millor edició - El premio – Paula Markovitch, Lorena Moriconi i Mariana Rodríguez ⭐ - Carrière 250 Metros – Valentina Leduc - Los últimos cristeros – León Felipe González |
| Millor disseny artístic - La vida precoz y breve de Sabina Rivas – Antonio Muñohierro ⭐ - Cristiada – Salvador Parra - El premio – Bárbara Enríquez i Óscar Tello | Millor banda sonora - Carrière 250 Metros – Jacobo Lieberman i Leonardo Heiblum ⭐ - La vida precoz y breve de Sabina Rivas – Alejandro Castaños - Los últimos cristeros – Galo Durán |
| Millor so - Cuates de Australia – Matías Barberis, Jaime Baksht i Pablo Tamez ⭐ - El sueño de Lú – Samuel Larson, Alfredo Loaeza, Pedro Mejía, Miguel Ángel Molina i Pablo Tamez - La vida precoz y breve de Sabina Rivas – Fernando Cámara i Martin Hernández - Los últimos cristeros – Alejandro de Icaza and Raúl Locatelli | Millor vestuari - El fantástico mundo de Juan Orol – Deborah Medina ⭐ - El premio – Victoria Pugliese - La vida precoz y breve de Sabina Rivas – Adela Cortázar - Los últimos cristeros – Nohemí González                                                                                                 |
| Millor maquillatge - Colosio, el asesinato – Alfredo Tigre Mora ⭐ - Depositarios – David Ruiz Gameros - La vida precoz y breve de Sabina Rivas – Alfredo García i Carla Tinoco - Los últimos cristeros – Iñaki Legaspi | Millors efectes visuals - Depositarios – Alejandro Berea i Víctor Velázquez ⭐ - Colosio, el asesinato – Gabriel Kerlegand - Morelos – Leandro Visconti |
| Millors efectes especials - La vida precoz y breve de Sabina Rivas – Adrián Durán ⭐ - Depositarios – Efeccine Mobile, Alejandro Vázquez, Guillermo Jiménez, i Salvador Servin - Morelos – Alejandro Vázquez i Jorge Sergio Jara                                                                                                | Millor opera prima - El premio – Paula Markovitch ⭐ - El fantástico mundo de Juan Orol – Sebastián del Amo - Todo el Mundo Tiene a Alguien Menos Yo – Raúl Fuentes |
| Millor pel·lícula iberoamericana - Blancaneu – Pablo Berger ⭐ - No – Pablo Larraín ⭐ - Pescador – Sebastián Cordero | Millor llargmetratge documental - Cuates de Australia – Everardo González ⭐ - Carrière 250 Metros – Juan Carlos Rulfo i Natalia Gil - El paciente interno – Alejandro Solar - La revolución de los alcatraces – Luciana Kaplan - Palabras mágicas (para romper un encantamiento) – Mercedes Moncada       |
| Millor curtmetratge de ficció - La Tiricia o cómo curar la tristeza – Ángeles Cruz ⭐ - Lucy contra los límites de la voz – Mónica Herrera - Para armar un helicóptero – Izabel Acevedo | Millor curtmetratge d'animació - La noria – Karla Castañeda ⭐ - Como perros y gatos – Armando Vega - Dame posada – Cecilio Vargas - Un ojo – Lorenzo Manrique |
| Millor curtmetratge documental - La herida se mantiene abierta – Alberto Cortés ⭐ - Las montañas invisibles – Ángel Linares - Mitote – Eugenio Polgovsky - Paal – Christoph Müller iVíctor Vargas Villafuerte | Ariel d'or - Mario Almada ⭐ - Rafael Corkidi ⭐ - Columba Domínguez ⭐ |
| Medalla Salvador Toscano - Paz Alicia Garcíadiego ⭐ | |